# Manuel Bulnes
Manuel Bulnes Prieto (Concepción, 25 dicembre 1799 – Santiago del Cile, 18 ottobre 1866) è stato un generale e politico cileno. Di orientamento conservatore, fu presidente del Cile dal 18 settembre 1841 al 18 settembre 1851.

## Biografia
Arruolatosi giovanissimo nell'esercito coloniale spagnolo, Bulnes si congedò all'inizio della guerra d'Indipendenza. Unitosi all'esercito cileno nel 1817, fece rapidamente carriera e, benché eletto deputato costituente nel 1823, partecipò a tutte le guerre civili e represse la rivolta degli Araucani (1828-1831). Allo scoppio della guerra con la Confederazione Perú-Boliviana (1836-1839), Bulnes ricevette dal presidente José Joaquín Prieto Vial, suo zio, il comando delle operazioni, che concluse vittoriosamente occupando la capitale nemica Lima.
Eletto presidente della Repubblica per due mandati consecutivi con l'appoggio dei conservatori (1841-1851), amnistiò gli oppositori liberali e condusse una politica di riconciliazione. Con l'aiuto del ministro delle Finanze e Tesoro Manuel Rengifo saldò definitivamente il debito estero e incrementò il commercio con alcuni provvedimenti liberoscambisti (riforma delle dogane, riduzione dei dazi sulle importazioni, adozione del sistema metrico decimale). Promosse la colonizzazione delle province meridionali di Valdivia e Llanquihue ricorrendo a immigrati stranieri, occupò lo Stretto di Magellano e vi fondò l'avamposto di Fuerte Bulnes. Durante il suo mandato sorsero una serie di istituti per l'educazione superiore, l'Universidad de Chile, fu riaperta la Scuola Militare e si iniziarono a costruire le ferrovie. Alle elezioni del 1851 i liberali candidarono alla presidenza il generale De la Cruz che, sconfitto alle urne dal candidato governativo Manuel Montt Torres, insorse in armi ma fu sconfitto anche sul campo nella battaglia di Purapel (1851) dall'esercito guidato dal presidente Bulnes.
In seguito, il generale Bulnes fu consigliere di Stato e senatore.